# Janusz Pysiak
Janusz Jerzy Pysiak (ur. 24 października 1933 w Wilnie, zm. 4 lutego 2017 w Płocku) – polski artysta fotograf, profesor nauk chemicznych. Członek rzeczywisty i Artysta Fotoklubu Rzeczypospolitej Polskiej (AFRP). Członek rzeczywisty Związku Polskich Fotografów Przyrody. Członek Płockiego Towarzystwa Fotograficznego im. Aleksandra Macieszy.

## Życiorys
Janusz Pysiak dzieciństwo spędził w Wilnie. W 1945 roku zamieszkał w Warszawie, gdzie ukończył studia na Wydziale Chemicznym Politechniki Warszawskiej (1958). W 1955 roku podjął pracę w Biurze Projektów Przemysłu Farmaceutycznego „Biprofarm” w Warszawie, w 1958 roku w Katedrze Projektowania Technologicznego Politechniki Warszawskiej, w 1970 roku w filii Politechniki Warszawskiej w Płocku. W 1964 na Politechnice Warszawskiej obronił doktorat, w 1977 habilitował się; od 1988 był profesorem tytularnym. Pełnił m.in. funkcje kierownika Zakładu Podstaw Chemii, dyrektora Instytutu Chemii oraz przez dwie kadencje prodziekana. W 1981 roku zamieszkał w Płocku. W tym czasie został członkiem Płockiego Towarzystwa Fotograficznego im. Aleksandra Macieszy, gdzie w latach późniejszych pełnił funkcję członka zarządu PTF.
Janusz Pysiak jest autorem i współautorem wielu wystaw fotograficznych; indywidualnych i zbiorowych, międzynarodowych (m.in. w Mołdawii, w Niemczech, na Litwie i w USA) i krajowych. Był uczestnikiem konkursów fotograficznych i laureatem wielu nagród, wyróżnień, dyplomów, listów gratulacyjnych. Był członkiem jury w wielu konkursach fotograficznych. Szczególne miejsce w twórczości Janusza Pysiaka zajmuje fotografia pejzażowa, fotografia rodzinna, portretowa i fotografia aktu. Jego prace zaprezentowano w Almanachu (1995–2017), wydanym przez Fotoklub Rzeczypospolitej Polskiej Stowarzyszenie Twórców.
W 1995 roku został członkiem Związku Polskich Fotografów Przyrody, w którym pełnił funkcję członka zarządu Okręgu Mazowieckiego. W 2002 roku został przyjęty w poczet członków Fotoklubu Rzeczypospolitej Polskiej Stowarzyszenia Twórców. Decyzją Komisji Kwalifikacji Zawodowych Fotoklubu RP, otrzymał dyplom potwierdzający kwalifikacje do wykonywania zawodu artysty fotografa, fotografika (legitymacja nr 154).
Janusz Pysiak zmarł 4 lutego 2017 roku w wieku 84 lat, pochowany na Cmentarzu Powązkowskim Wojskowym B20-VII-13.

## Odznaczenia
- Krzyż Kawalerski Orderu Odrodzenia Polski[16]
- Złoty Krzyż Zasługi[16]
- Srebrny Krzyż Zasługi[16]
- Medal Komisji Edukacji Narodowej[16]
- Złota Odznaka „Za zasługi dla województwa warszawskiego”[16]
- Złota Odznaka „Zasłużony dla województwa płockiego”[16]
- Odznaka „Zasłużony dla Politechniki Warszawskiej”[16]
- Odznaka „Zasłużony Działacz Kultury” (2004)
- Srebrny Medal „Zasłużony dla Fotografii Polskiej” (2007)[17]
- Złota Odznaka Płockiego Towarzystwa Fotograficznego
- Medal im. Aleksandra Macieszy

Źródło